# Breidenstein
Stadt Breidenstein is een plaats in de Duitse gemeente Biedenkopf, deelstaat Hessen, en telt 2000 inwoners.